# Restituta Joseph
Restituta Joseph (Singida, 30 juli 1971) is een Tanzaniaans middellange en langeafstandsloopster. Ze nam driemaal deel aan de Olympische Spelen, maar won hierbij geen medailles.
In 1996 maakte ze op 24-jarige leeftijd haar olympisch debuut op de Olympische Spelen van Atlanta. Ze kwam uit op de 800 m, maar sneuvelde hierbij in de series met een persoonlijke recordtijd van 2:08.31.
Ze nam verschillende malen deel aan het WK veldlopen. Haar beste prestatie is een vijfde plaats op het wereldkampioenschap veldlopen (korte afstand) van 1998 en 1999.
In 2000 werd ze bij de Olympische Spelen van Sydney op de 10.000 m in de voorrondes uitgeschakeld met een tijd van 33.12,18. Joseph trad bij die gelegenheid op als vlaggendrager van haar vaderland bij de openingsceremonie. Vier jaar later sneuvelde ze ook in de voorrondes op de Olympische Spelen van Athene op de 5000 m.
In Nederland geniet ze met name bekendheid vanwege haar overwinningen bij wegklassiekers. Ze won in 2003 de Dam tot Damloop in een tijd van 52.17 en in 2002 en 2003 won ze de Bredase Singelloop.

## Titels
- Tanzaniaans kampioene 10.000 m - 2001, 2002, 2005
- Tanzaniaans kampioene 15 km - 2005

## Persoonlijke records
Outdoor
| Onderdeel       | Prestatie | Datum           | Plaats            |
| --------------- | --------- | --------------- | ----------------- |
| 800 m           | 2.08,31   | 26 juli 1996    | Atlanta           |
| 1500 m          | 4.10,01   | 13 juni 2001    | Kassel            |
| 3000 m          | 8.44,28   | 20 juli 2001    | Monaco            |
| 5000 m          | 15.05,33  | 22 juli 2001    | Londen            |
| 10.000 m        | 31.32,02  | 13 juni 1999    | Villeneuve-d'Ascq |
| 20 km           | 1:06.41   | 28 januari 2001 | Osaka             |
| halve marathon  | 1:07.59   | 12 juni 2000    | Malmö             |
| 30 km           | 1:42.06   | 22 april 2001   | Londen            |
| marathon        | 2:43.52   | 22 april 2001   | Londen            |
| 10 Engelse mijl | 52.36     | 14 oktober 2001 | Portsmouth        |

Indoor
| Onderdeel | Prestatie | Datum           | Plaats    |
| --------- | --------- | --------------- | --------- |
| 3000 m    | 8.51,23   | 2 februari 2003 | Stuttgart |
| 5000 m    | 15.04,73  | 5 februari 2003 | Dortmund  |

## Palmares

### 800 m
- 1996: 6e in serie OS - 2.08,31

### 3000 m
- 1999:  Tunis - 9.03,96
- 2002: 5e Venizelia in Chania - 9.06,92

### 5000 m
- 1997: 11e in serie WK - 15.55,22
- 1998: 4e Gemenebestspelen - 15.59,15
- 1999:  Militaire wereldspelen - 15.31,49
- 2000:  Africa Military Games - 16.19,8
- 2000: 5e Afrikaanse kamp. - 16.09,65
- 2001:  Norwich Union British Grand Prix - 15.05,33
- 2001: 12e in serie WK - 15.33,93
- 2002:  Africa Military Games - 17.12,5
- 2003: 10e in serie WK - 15.10,54
- 2003: 4e Memorial van Damme - 15.07,39
- 2003:  Militaire wereldspelen - 15.19,53
- 2004: 14e in ½ fin. OS - 15.45,11

### 10.000 m
- 1999:  Meeting des Geants Du Nord in Villeneuve d'Ascq - 31.32,02
- 1999: 13e WK - 32.20,26
- 2000: 11e in serie OS - 33.12,18
- 2001:  Meeting des Geants Du Nord in Villeneuve d'Ascq - 31.38,18
- 2010: 7e Afrikaanse kamp. in Nairobi - 34.06,42

### 5 km
- 1999:  Giro Media Blenio in Dongio - 16.07,9
- 2000:  Kasseler Citylauf - 15.19,6
- 2002:  Cup da Franco in Darmstadt - 15.48,8
- 2002:  Bit-Silvesterlauf in Trier - 15.45
- 2005:  Hydro Active Challenge for Women in Birmingham - 16.25

### 10 km
- 1997:  Corrida Langueux - 32.54
- 1998:  Conseil General in Marseilles - 32.11
- 1999:  Conseil General in Marseille - 32.12
- 1999:  Corrida Langueux - 32.27
- 2000:  Paderborner Osterlauf - 32.17
- 2000:  Tilburg - 32.05
- 2000: 4e New York Mini Marathon - 32.32
- 2001:  Würzburger Residenz-Lauf - 32.35,9
- 2001:  Berliner Frauenlauf - 32.14
- 2001:  New York Women's Mini-Marathon - 31.53
- 2002:  Paderborner Osterlauf - 32.09
- 2002:  Casablanca Women's - 32.00
- 2002:  Silvesterlauf Saarbrucken in Saarbrücken - 33.12
- 2003:  Ratinger Silvesterlauf in Ratingen - 33.00
- 2003:  Loopfestijn Voorthuizen - 32.52
- 2004:  Würzburger Residenzlauf - 32.35
- 2004:  Britannic Asset Management Women's Run in Glasgow - 33.03
- 2004: 5e Great Manchester Run - 32.38

### 15 km
- 1998:  Internationaux du Conseil General in La Courneuve - 49.53
- 1999:  La Courneuve - 49.29
- 2000:  La Courneuve - 49.33
- 2000: 5e Zevenheuvelenloop - 49.18
- 2002:  Montferland Run - 51.15
- 2005:  Tanzanian Championships in Arusha - 49.25,7
- 2010:  Dow Live Earth Run for Water in Dar Es Salaam - 52.34

### 10 Eng. mijl
- 2000:  Great South Run - 55.10
- 2001:  Great South Run - 52.36
- 2002: 4e Dam tot Damloop - 52.58
- 2003:  Dam tot Damloop - 52.17

### 20 km
- 1997:  20 km van Parijs - 1:07.32
- 1998:  20 km van Parijs - 1:06.46

### halve marathon
- 1999:  halve marathon van Vitry-sur-Seine - 1:10.13
- 1999:  halve marathon van Arusha - 1:15.14
- 2000: 5e halve marathon van Lissabon - 1:09.33
- 2000:  halve marathon van Nice - 1:08.47
- 2000:  halve marathon van Malmö - 1:07.59
- 2000:  halve marathon van Verl - 1:12.18
- 2001: 15e WK in Bristol - 1:10.43
- 2002:  halve marathon van Parijs - 1:12.44
- 2002:  halve marathon van Berlijn - 1:10.16
- 2002: 4e halve marathon van Setúbal - 1:12.53
- 2002:  Route du Vin - 1:10.56
- 2002:  Bredase Singelloop - 1:09.55
- 2003:  Route du Vin - 1:09.42
- 2003:  Bredase Singelloop - 1:11.44
- 2005:  halve marathon van Lissabon - 1:14.23
- 2005:  halve marathon van Babati - 1:17.18
- 2010:  halve marathon van Nagpur - 1:12.39
- 2010:  halve marathon van Moshi - 1:16.49
- 2011:  halve marathon van Mont Choisi - 1:17.02

### 25 km
- 2001:  25 km van Berlijn - 1:26.20
- 2004:  25 km van Berlijn - 1:27.09

### marathon
- 2001: 24e marathon van Londen - 2:43.52
- 2010: 10e marathon van New Delhi - 2:57.36

### Veldlopen
- 1998: 5e WK veldlopen (korte afstand) - 12.46
- 1998: 17e WK veldlopen (lange afstand) - 27.00
- 1999: 5e WK veldlopen (korte afstand) - 15.31
- 1999: 12e WK veldlopen (lange afstand) - 29.07
- 2000: 24e WK veldlopen (korte afstand) - 13.34
- 2000: 22e WK veldlopen (lange afstand) - 27.23
- 2001: 24e WK veldlopen (korte afstand) - 15.43
- 2001: 13e WK veldlopen (lange afstand) - 29.35
- 2004: 81e WK veldlopen (lange afstand) - 31.27